# Locomotiva LMS 8F Stanier
Le locomotive 8F Stanier sono state delle locomotive a vapore della London, Midland and Scottish Railway (LMS) di rodiggio 1'D progettate per la trazione dei treni merci pesanti.
Costruite in 960 unità fra il 1935 e il 1946 (non tutte per la LMS), a seguito delle operazioni belliche della seconda guerra mondiale prestarono servizio anche in diversi Paesi europei ed extraeuropei.

## Progetto e costruzione
La classe 8F Stanier fu progettata da Sir William Stanier quale versione per treni merci della precedente classe 5 Stanier (“Black Five”), che nelle intenzioni avrebbe dovuto essere un tipo di locomotive di uso universale.
All'inizio degli anni trenta il servizio merci della LMS pativa l'impiego di macchine poco potenti di rodiggio C, integrate dalle locomotive articolate di tipo Garratte dalle 7F Fowler di rodiggio D.
La nuova classe 8F (prevista in origine come 7F) riprendeva la disposizione del motore a due cilindri esterni della clesse 5.
Allo scoppio della seconda Guerra mondiale il progetto fu scelto come tipo unificato per le locomotive per treni merci del Regno Unito, riprendendo il ruolo che la classe GCR 8K avuto nella prima Guerra mondiale.

## Unità costruite
Le 8F Stanier furono costruite in 960 unità dal 1935 al 1946.
| Committente                               | Costruttore                  | Anni di fornitura | Quantità | Numerazione d'origine                          | Note                                                                            |
| ----------------------------------------- | ---------------------------- | ----------------- | -------- | ---------------------------------------------- | ------------------------------------------------------------------------------- |
| London, Midland & Scottish Railway        | LMS Crewe Works              | 1935–1944         | 137      | LMS 8000–8026, 8096–8175, 8301–8330            | 13 requisite dal War Department                                                 |
| London, Midland & Scottish Railway        | Vulcan Foundry               | 1936–1937         | 69       | LMS 8027–8095                                  | 38 requisite dal War Department                                                 |
| London, Midland & Scottish Railway        | North British Locomotive Co. | 1942              | 50       | LMS 8176–8225                                  |                                                                                 |
| London, Midland & Scottish Railway        | LMS Horwich Works            | 1943–1945         | 75       | LMS 8331–8399, 8490–8495                       |                                                                                 |
| War Department                            | North British Locomotive Co. | 1940–1942         | 158      | WD 300–399, 500–524, 540–571, 623              | Alcune fornite alla LMS (numerazione 8226–8282), poi prestate al War Department |
| War Department                            | Beyer, Peacock & Co.         | 1940–1942         | 50       | WD 400–449                                     |                                                                                 |
| Railway Executive Committee               | GWR Swindon Works            | 1943–1945         | 80       | LMS 8400–8479                                  |                                                                                 |
| Railway Executive Committee               | LNER Darlington Works        | 1944–1945         | 30       | LMS 8500–8509, 8540–8559                       |                                                                                 |
| Railway Executive Committee               | LNER Doncaster Works         | 1944–1945         | 30       | LMS 8510–8539                                  |                                                                                 |
| Railway Executive Committee               | SR Eastleigh Works           | 1943–1944         | 23       | LMS 8600–8609, 8650–8662                       |                                                                                 |
| Railway Executive Committee               | SR Ashford Works             | 1943–1944         | 14       | LMS 8610–8612, 8618–8624, 8671–8674            |                                                                                 |
| Railway Executive Committee               | SR Brighton Works            | 1943–1944         | 68       | LMS 8613–8617, 8625–8649, 8663–8670, 8675–8704 |                                                                                 |
| London & North Eastern Railway (Class O6) | SR Brighton Works            | 1944              | 25       | LNER 7651–7675                                 | rinumerate LNER 3100–3124, poi LNER 3500–3524, poi LMS 8705–8729                |
| London & North Eastern Railway (Class O6) | LNER Darlington Works        | 1945–1946         | 23       | LNER 3125–3147                                 | rinumerate LNER 3525–3547, poi LMS 8730–8752                                    |
| London & North Eastern Railway (Class O6) | LNER Doncaster Works         | 1945–1946         | 20       | LNER 3148–3167                                 | rinumerate LNER 3548–3567, poi LMS/(BR) (4)8753–8772                            |
| Totale                                    | Totale                       | Totale            | 960      |                                                |                                                                                 |

## Esercizio
Il War Department britannico ebbe in dotazione 208 8F costruite dalla Beyer Peacock & Co. e dalla North British Locomotive Co. e ne requisì altre 51.  La produzione della classe 8F Stanier continuò fino al 1943, quando a esse subentrò la più economica classe Austerity WD 2-8-0.
Molte 8F Stanier furono in servizio al di fuori del Regno Unito, e in particolare in Egitto, in Palestina, in Iran (classe 41), in Iraq (classe TD), in Italia (gruppo FS 737) e in Turchia (classe TCDD 45151). Ventiquattro 8F entrarono nella dotazione delle Ferrovie della Palestina; nel 1948 ventitré di esse furono rilevate dalle Ferrovie di Israele. La guerra d’indipendenza israeliana bloccò l'unità WD 70372 (avente il numero di fabbrica della NBL 24680) in una piccola sezione della linea principale, vicino Tulkarem sul lato della Cisgiordania, oltre la linea dell'armistizio del 1949. Quell'unità rimase lì, sempre più fatiscente, fino a dopo lo sconfinamento israeliano del 1967, e infine fu rimossa e demolita verso il 1973.
Durante la guerra la London and North Eastern Railway ordinò sessantotto 8F Stanier per il proprio parco, classificandole nella classe O6. Alla fine della guerra trentanove tornarono in Gran Bretagna dal servizio all'estero.  Alla nazionalizzazione nel 1948 663 8F entrarono nel parco delle British Railways. Altre tre (48773-48775, precedentemente AD500-502) furono acquistate nel 1957 dalla Longmoor Military Railway nel 1957, portando il totale a 666.
Le ultime unità della British Railways cessarono il servizio nel 1968.
La locomotiva 8F n. 48600 è stata utilizzata nel film di Glenn Ford del 1953 Time Bomb, denominato anche Terror on a Train.